# Sierra del Sueve
Sierra del Sueve este o arie protejată (arie specială de conservare — SAC, sit de importanță comunitară — SCI) din Spania întinsă pe o suprafață de 3.449,18 ha, integral pe uscat.

## Localizare
Centrul sitului Sierra del Sueve este situat la coordonatele 43°25′33″N 5°14′56″W / 43.4259°N 5.249°V.

## Înființare
Situl Sierra del Sueve a fost declarat sit de importanță comunitară în februarie 2004 pentru a proteja 2 specii de plante și 27 de specii de animale. Situl a fost protejat și ca arie specială de conservare în decembrie 2014.

## Biodiversitate
Situată în ecoregiunea atlantică, aria protejată conține 10 habitate naturale: Pajiști uscate europene, Păduri aluvionare cu Alnus glutinosa și Fraxinus excelsior (Alno-Padion, Alnion incanae, Salicion albae), Pajiști umede atlantice temperate cu Erica ciliaris și Erica tetralix, Turbării de acoperire (* exclusiv pentru turbării active), Grohotișuri termofile și vest-mediteraneene, Păduri mediteraneene de Taxus baccata, Lande oro-mediteraneene cu formațiuni endemice de grozamă, Pante stâncoase calcaroase cu vegetație casmofită, Pajiști uscate seminaturale și facies de acoperire cu tufișuri pe substraturi calcaroase (Festuco-Brometalia) (* situri importante pentru orhidee), Păduri de Ilex aquifolium.
La baza desemnării sitului se află mai multe specii protejate:
- plante (2): Trichomanes speciosum, Woodwardia radicans
- păsări (19): caprimulg (Caprimulgus europaeus), șerpar (Circaetus gallicus), erete vânăt (Circus cyaneus), porumbel gulerat (Columba palumbus), cioară neagră (Corvus corone), cuc (Cuculus canorus), ciocănitoare neagră (Dryocopus martius), șoim călător (Falco peregrinus), vulturul pleșuv sur (Gyps fulvus), sfrâncioc roșiatic (Lanius collurio), gaia neagră (Milvus migrans), vultur egiptean (Neophron percnopterus), coțofană (Pica pica), Pyrrhocorax pyrrhocorax, sitar de pădure (Scolopax rusticola), silvie de tufiș (Sylvia undata), sturz-cântător (Turdus philomelos), sturz (Turdus pilaris), sturzul de vâsc (Turdus viscivorus)
- amfibieni (2): Chioglossa lusitanica, Discoglossus galganoi
- mamifere (4): liliac cu aripi lungi (Miniopterus schreibersii), liliacul mediteranean cu potcoavă (Rhinolophus euryale), liliacul mare cu potcoavă (Rhinolophus ferrumequinum), liliacul mic cu potcoavă (Rhinolophus hipposideros)
- reptile (2): Lacerta monticola, Lacerta schreiberi

Pe lângă speciile protejate, pe teritoriul sitului au mai fost identificate 1 specie de amfibieni, 7 specii de mamifere, 1 specie de reptile.